# Terkesh
Terkesh är en ort i Azerbajdzjan.   Den ligger i distriktet Oğuz Rayonu, i den centrala delen av landet, 200 km väster om huvudstaden Baku. Terkesh ligger 378 meter över havet och antalet invånare är 543.
Terrängen runt Terkesh är kuperad åt sydväst, men åt nordost är den platt. Närmaste större samhälle är Nic, 5,5 km öster om Terkesh. 
Trakten runt Terkesh består till största delen av jordbruksmark. Runt Terkesh är det ganska tätbefolkat, med 58 invånare per kvadratkilometer.